# Омало
Омало (груз. ომალო) — село в муніципалітеті Ахмета, мхаре Кахеті, Грузія. Головне поселення історичної області Тушеті. Центр сільради (сакребуло, села: Дано, Дартло, Дочу, Кумелаурта, Шенако, Штролта, Хахабо, Хісо).

## Географія

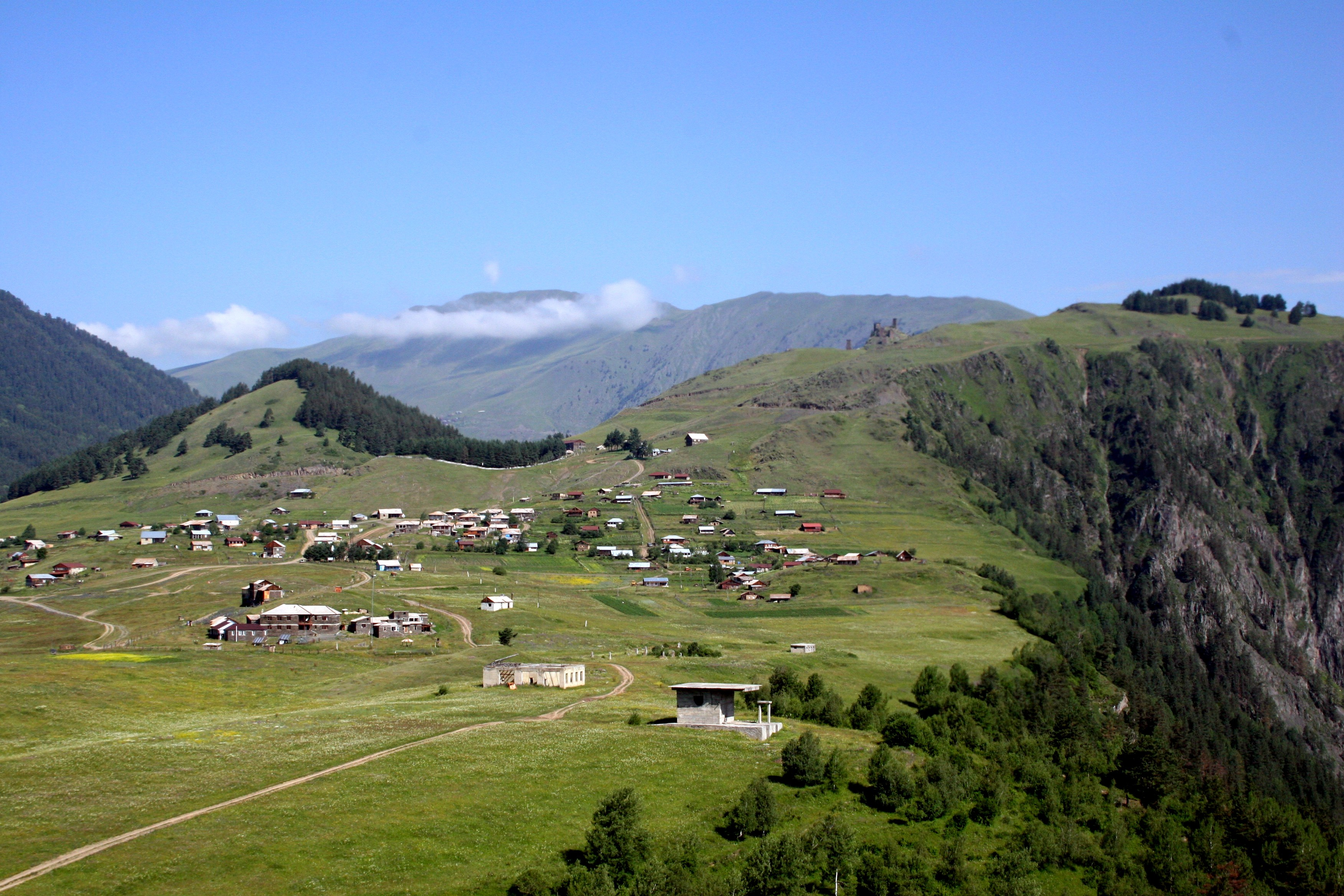
Вигляд Омало з фортецею Кесело на задньому плані

Розташоване на висоті 1880 м над рівнем моря, за 90 км від міста Ахмета, на правому березі річки Пірикіті Алазані. Село лежить між Великим Кавказом та Пірикітським гірським хребтом. Через високогірне розташування на північних схилах Кавказького хребту та бездоріжжя, Омало практично ізольоване від решти Грузії протягом половини року.

## Населення
Згідно з даними перепису 2014 року, у селі мешкає 37 особа.

## Пам'ятки
В Омало знаходиться відомий Краєзнавчий музей, що спеціалізується на культурі тушинів.

## Факти
У селищі проходили зйомки фільму «Міміно». Згідно зі сценарієм літун Валіко Мізандарі (Міміно) – тушин за національністю.

## Інфраструктура
В Омало є гостьові будинки, школа-інтернат, лікарня, та єдиний у Тушеті аеропорт.